# Manisa

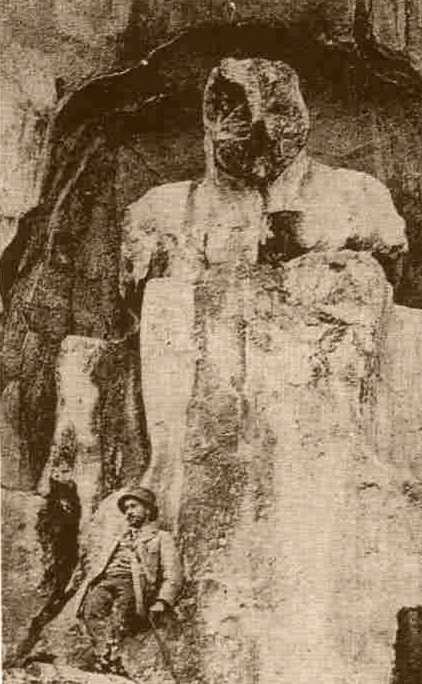
Kybelestatyn på ett vykort från 1800-talet.

Manisa (tidigare Manissa; antikens Magnesia vid Sipylos, Μαγνησία på grekiska) är en stad i västra Turkiet, cirka 30 kilometer nordöst om İzmir. Staden är administrativ huvudort för provinsen med samma namn och hade 301 218 invånare i slutet av 2011.
Magnesium och magnet anknyter till den antika stadens namn.

## Historia
Magnesia grundades i landskapet Lydien av joniska kolonister från Thessalien. Den nämns för första gången år 190 f.Kr., när seleukiden Antiochos den store i slaget vid Magnesia besegrades av den romerske konsuln Lucius Cornelius Scipio Asiaticus i allians med kung Eumenes II av Pergamon. Den blev en betydande stad under romerskt herravälde. Under striden mot Mithridates stödde staden Rom, och belönades av Sulla med att bli fristad. När den nästan totalförstördes i en jordbävning under Tiberius regeringstid lät kejsaren bygga upp den igen. Den blomstrade därefter så länge Romarriket bestod. Den apostoliske fadern Ignatius av Antiochia skrev ett av sina brev till församlingen i Magnesia.
Staden kom efter Romarrikets fall att tillhöra Bysantinska riket, hamnade 1313 i seldjukernas händer, och blev 1398 en del av det Osmanska riket. Fram till erövringen av Konstantinopel 1453 växlade platsen för sultanens residens mellan Manisa och Bursa under sultanerna Beyazit I (1389-1402), Mehmet I (1403-1421), Murad II (1421-1451) och Mehmet II (Erövraren) (1451-1481).

## Lämningar från antiken
Från antik tid finns två berömda lämningar. Den första är Niobe på Sipylos, en naturlig klippformation på bergets lägsta sluttningar mitt i staden. Den andra är en skulptur, förmodligen av Kybele, omkring 100 meter uppför berget, omkring 6 km öster om staden. Skulpturen är en enorm avbildning av en sittande kvinna, inhuggen i en nisch i berget, av hettitisk ursprung, och är troligen den urgamla staty av Moder jord som Pausanias framför ska vara uthuggen av Broteas, Tantalos son, och besjungs av Homeros. I dagens Manisa ligger den vid parkeringsplatsen till en lekpark. I närheten finns resterna av en primitiv stad, och omkring en kilometer åt öster finns den stentron som Pausanias kallar Pelops tron. Där finns även heta källor och en helig grotta som tillhört Apollon.